# Szenegáli paradicsom-légyvadász
A szenegáli paradicsom-légyvadász (Terpsiphone rufiventer) a madarak osztályának verébalakúak (Passeriformes) rendjébe és a császárlégykapó-félék (Monarchidae) családjába tartozó faj.

## Rendszerezése
A fajt William John Swainson angol ornitológus írta le 1837-ben, a  Muscipeta nembe  Muscipeta rufiventer néven.

## Alfajai
- Terpsiphone rufiventer emini Reichenow, 1893
- Terpsiphone rufiventer fagani (Bannerman, 1921)
- Terpsiphone rufiventer ignea (Reichenow, 1901)
- Terpsiphone rufiventer mayombe (Chapin, 1932)
- Terpsiphone rufiventer neumanni Stresemann, 1924
- Terpsiphone rufiventer nigriceps (Hartlaub, 1855)
- Terpsiphone rufiventer rufiventer (Swainson, 1837)
- Terpsiphone rufiventer schubotzi (Reichenow, 1911)
- Terpsiphone rufiventer somereni Chapin, 1948
- Terpsiphone rufiventer tricolor (Fraser, 1843)[2]

## Előfordulása
Angola, Benin, Bissau-Guinea, Burkina Faso, Egyenlítői-Guinea, Elefántcsontpart, Gabon, Gambia, Ghána, Guinea, Kamerun, Kenya, a Kongói Köztársaság, a Kongói Demokratikus Köztársaság, a Közép-afrikai Köztársaság, Libéria, Mali, Nigéria, Szenegál, Sierra Leone, Tanzánia, Togo, Uganda és Zambia területén honos. 
Természetes élőhelyei a szubtrópusi és trópusi síkvidéki és hegyi esőerdők, mangroveerdők, száraz erdők, szavannák és cserjések, valamint ültetvények és vidéki kertek. Állandó, nem vonuló faj.

## Megjelenése
Testhossza 21 centiméter.
|  |

## Természetvédelmi helyzete
Az elterjedési területe rendkívül nagy, egyedszáma viszont csökken, de még nem éri el a kritikus szintet. A Természetvédelmi Világszövetség Vörös listáján nem fenyegetett fajként szerepel.